# Sulfanilamid
Sulfanilamid (łac. sulfanilamidum) – organiczny związek chemiczny, amid kwasu p-aminobenzenosulfonowego, najprostszy sulfonamid stosowany jako lek bakteriostatyczny.
Po podaniu doustnym łatwo wchłania się z przewodu pokarmowego, przenikając do tkanek i płynu mózgowo-rdzeniowego. Dawniej stosowany doustnie; jednak od połowy lat 70. XX w. jego stosowanie wewnętrzne w lecznictwie zostało zarzucone całkowicie. Związek wykazuje działanie bakteriostatyczne w stosunku do różnych bakterii, głównie gronkowców i paciorkowców. Mechanizm działania bakteriostatycznego uwarunkowany jest położeniem grupy aminowej w stosunku do grupy sulfamoilowej w pozycji para. Wynika z tego podobieństwo strukturalne kwasu p-aminobenzoesowego. Dochodzi do wypierania tego kwasu ze związków wewnątrzkomórkowych. Powstają obce dla komórki substancje, uniemożliwiające tworzenie się, niezbędnego do życia komórki bakteryjnej kwasu foliowego.
Sulfanilamid znalazł zastosowanie w miejscowym leczeniu chorób skóry (przysypki [10–25%], maści [2%] i inne formy preparatów leczniczych). Stosowany niekiedy również w ginekologii (m.in. globulki dopochwowe, kremy).
Może powodować reakcje alergiczne skóry, w tym niekiedy o ostrym przebiegu. Z tego powodu jest coraz rzadziej stosowany w lecznictwie.

## Preparaty
- Sulfanilamidum surowiec farmaceutyczny do receptury aptecznej

Dawniej sulfanilamid był wytwarzany przez ZF Polpharma S.A. w postaci 25% zasypki (Pabiamid 25%) oraz jako subst. do receptury aptecznej. Obecnie nie wytwarzany przez polskiego producenta.